# Semmelberg
Der Semmelberg ist mit 158 Metern die höchste Erhebung in der Märkischen Schweiz und im Landkreis Märkisch-Oderland, Brandenburg. Er liegt unmittelbar an der Bundesstraße 158 auf dem Gebiet der Gemeinde Höhenland zwischen Wollenberg und Platzfelde, einem Ortsteil von Falkenberg.

## Troposphärenfunkzentrale 301
Nahe dem Standort des Ministeriums für Nationale Verteidigung (MfNV) in Strausberg wurde in der Mitte der 1980er-Jahre auf der höchsten geographischen Erhebung bei Bad Freienwalde (Oder), dem Semmelberg, eine von drei Troposphärenfunkzentralen des strategischen Troposphären-Nachrichtensystem „BARS“ der Warschauer Vertragsstaaten auf dem Territorium der DDR errichtet. Ihre Ansprache lautete:
- Berliner Station
- Troposphärenfunkstation Bad Freienwalde
- Troposphärenfunkstation 301
- Troposphärenfunkzentrale 301
- Troposphärenfunkzentrale „TUSHURKA“
- Stütznachrichtenzentrale 301

Für die Installation der Troposphärenfunkzentrale im Semmelberg wurde die geographische Erhebung zunächst abgetragen, eine Betonbunkerhülle mit dem Flächenmaß von rd. 30 m × 30 m, zuzüglich der Nebenanlagen errichtet und danach der Berg über der Bunkerhülle wieder aufgeschüttet. Auf diese Weise entstand der Bunker Wollenberg. Er war konzipiert für die Installation von vier Troposphärenfunkgerätesätzen. Unter Berücksichtigung der operativ-strategischen Anforderungen und der finanzökonomischen Möglichkeiten der DDR wurden nur drei Troposphärenfunkgerätesätze installiert. Damit wurden in drei verschiedenen Richtungen Troposphärenfunkverbindungen aufgenommen: zum Bunker Langsdorf im Norden der DDR, zum Bunker Röhrsdorf im Süden der DDR und zu einer Troposphärenfunkstation in der Volksrepublik Polen.
Die Troposphärenfunkzentrale war als Stütznachrichtenzentrale 301 im gedeckt vorbereiteten Nachrichtensystem der NVA integriert. In dieser Funktion sicherte sie die Bereitstellung von Troposphären-Nachrichtenkanälen für die Hauptführungsstelle des Ministeriums für Nationale Verteidigung in Harnekop und die Hauptnachrichtenzentrale des Ministeriums für Nationale Verteidigung.